# Rino Fisichella
Salvatore Fisichella más conocido como Rino Fisichella (n. Codogno, Lombardía, Italia, 25 de agosto de 1951) es un arzobispo católico, lingüista, teólogo y profesor italiano.

## Biografía

### Primeros años y formación
Nacido en la localidad italiana de Codogno perteneciente a la Región de Lombardía, el día 25 de agosto de 1951.
Fue bautizado con el nombre de Salvatore. Proviene del seno de una familia noble de Militello in Val di Catania.
Estudió Lenguas Clásicas en el Colegio St. Francis College de Lodi y más tarde recibió una licenciatura en Teología por la Pontificia Universidad Gregoriana.

### Sacerdocio
Fue ordenado sacerdote para la Diócesis de Roma el 13 de marzo de 1976, por el entonces cardenal vicario Mons. Ugo Poletti.
Después de su ordenación, comenzó a ejercer como profesor de Teología fundamental en la Gregoriana, fue consultor de la Congregación para la Doctrina de la Fe, miembro del Comité Central del Gran Jubileo del Año 2000 y vicepresidente de la Comisión Histórico-Teológica. Durante esta etapa se ha convertido en especialista de la teología del destacado Hans Urs von Balthasar, de la cual hizo una extensa investigación en 1980.
En 1994, el Papa Juan Pablo II le otorgó el título honorífico de Capellán de Su Santidad.
Además de ejercer la docencia en la Gregoriana, también pasó a la Pontificia Universidad Lateranense, de la cual el 18 de enero de 2002 fue elegido como Rector. 
En este tiempo también se ha desempeñado como Capellán del Parlamento de la República Italiana.

## Episcopado
En 1998 ya ascendió al episcopado, cuando Juan Pablo II lo nombró Obispo auxiliar de Roma y Obispo titular de la Sede de Vicohabentia.
Al ser nombrado obispo, eligió su escudo y su lema "Viam veritatis elegi".
Recibió la consagración episcopal el 12 de septiembre, a manos del cardenal Camillo Ruini como consagrante principal y como co-consagrantes tuvo a Cesare Nosiglia y Clemente Riva.
Ese mismo año también pasó a ser Presidente de la Comisión Diocesana sobre las relaciones ecumenismo y religiones, comenzó a trabajar en la Congregación para la Doctrina de la Fe y en la Congregación para las Causas de los Santos y además colaboró en la publicación de la carta encíclica "Fides et Ratio".

### Pontificia Academia para la Vida
Seguidamente el 17 de junio de 2008, el papa Benedicto XVI elevó su cargo de Obispo titular de Vicohabentia al de arzobispo y ese mismo día también, asumió la presidencia de la Pontificia Academia para la Vida en sucesión del cardenal Elio Sgreccia.
Y actualmente desde el día 30 de junio de 2010, es el Primer Presidente del recién creado Pontificio Consejo para la Promoción de la Nueva Evangelización, cuya nueva tarea es la de tener que volver a despertar la fe en las zonas tradicionalmente cristianos del mundo, especialmente Europa y América del Norte. En la academia pontificia para la vida fue sustituido por el obispo Ignacio Carrasco de Paula y también al renunciar a su cargo como Rector de la Universidad Pontificia Lateranense, fue sustituido por Enrico dal Covolo.
Cabe destacar que en agosto de 2011 creó la conocida "Misión Metrópolis" que se inició durante la cuaresma 2012, cuyo plan es revivir la fe y el cristianismo en Europa: en primer lugar, el énfasis en las actividades ordinarias de pastoral en particular en el campo de la formación , y en segundo lugar, durante la Cuaresma de 2012, la aplicación simultánea de actividades como la lectura de la Palabra y la lectura de las Confesiones de San Agustín.
Y las ciudades participante en esta misión católica son: Barcelona, Budapest, Bruselas, Dublín, Colonia, Lisboa, Liverpool, París, Turín, Varsovia y Viena
Además al mismo tiempo desde el 10 de diciembre de 2011, ejerce de miembro del Pontificio Consejo de la Cultura, desde el 29 de diciembre del Pontificio Consejo para las Comunicaciones Sociales y también desde 7 de marzo de 2012 del Comité Pontificio para los Congresos Eucarísticos Internacionales.
El 16 de enero de 2018 fue confirmado como miembro de la Congregación para la Doctrina de la Fe in aliud quinquennium.
También el 16 de enero de 2013, se le ha asignado la presidencia del Consejo Internacional de Catequesis, sucediendo al cardenal Mauro Piacenza.
El 6 de noviembre de 2015 fue nombrado miembro de la Congregación para las Causas de los Santos in aliud quinquennium.
El 22 de noviembre de 2016 fue confirmado como miembro del Pontificio Consejo de la Cultura in aliud quinquennium.
El 7 de febrero de 2017 fue confirmado como miembro del Pontificio Comité para los Congresos Eucarísticos Internacionales  in aliud quinquennium.
El 3 de noviembre de 2020 fue confirmado como miembro de la Congregación para las Causas de los Santos  in aliud quinquennium.
Tras la entrada en vigor de la constitución apostólica Praedicate evangelium el 5 de junio de 2022 cesó como presidente del Pontificio Consejo para la Promoción de la Nueva Evangelización al ser suprimido dicho dicasterio, pasando a ser pro-prefecto de la Sección para las cuestiones fundamentales de la evangelización en el mundo del Dicasterio para la Evangelización.
El 16 de enero de 2023 fue confirmado como miembro del Dicasterio para la Doctrina de la Fe ad aliud quinquennium.
El 22 de noviembre de 2022 fue nombrado miembro del Dicasterio para la Cultura y la Educación ad quinquennium.
El 22 de octubre de 2024 fue nombrado miembro del Dicasterio para las Iglesias Orientales.

## Títulos y condecoraciones
| Distinción                             | Período                 | Lugar               | Otorgado por         |
| -------------------------------------- | ----------------------- | ------------------- | -------------------- |
| Capellán de Su Santidad                | 1994                    | Ciudad del Vaticano | San Juan Pablo II    |
| Medalla de Oro de la Cultura y el Arte | 28 de noviembre de 2005 | República Italiana  | Carlo Azeglio Ciampi |

## Obras
- Rino Fisichella, La rivelazione: evento e credibilità. Saggio di teologia fondamentale, EDB, 1985, pp. 640
- Rino Fisichella, La Teologia Fondamentale di Hans Urs von Balthasar, in Communio n.107 (1989)", Jaca Book, 1989, pp. 113–126
- Rino Fisichella, Rileggendo Hans Urs von Balthasar, in Gregorianum 71 (1990), pp511–546
- Rino Fisichella - Renè Latourelle (diretto da), Dizionario di Teologia Fondamentale (DTF), Cittadella Editrice, 1990
- Rino Fisichella, Introduzione alla teologia fondamentale, Piemme, 1992, pp. 158
- AA.VV. (Rino Fisichella, contributi) Lexicon. Dizionario Teologico enciclopedico, Piemme, 1993
- Rino Fisichella, Introduzione alle discipline teologiche, in Rivista Gregorianum 1994, pp.751-754
- Rino Fisichella, Oportet philosophari in theologia. (I), in Rivista Gregorianum 1995, pp.221-262
- Rino Fisichella, Oportet philosophari in theologia. (II), in Rivista Gregorianum 1995, pp.503-534
- Rino Fisichella, Oportet philosophari in theologia. (III), in Rivista Gregorianum 1995, pp.701-728
- Rino Fisichella, La teologia fondamentale. Convergenze per il terzo millennio, Piemme, 1996, pp.298
- Rino Fisichella, Quando la fede pensa, Piemme, 1997, pp.310
- Rino Fisichella, Gli anni santi attraverso le bolle, Piemme, 1999, pp.336
- Rino Fisichella-Guido Pozzo-Ghislain Lafont, La teologia tra rivelazione e storia. Introduzione alla teologia sistematica, EDB, 1999, pp.416
- Rino Fisichella, Gesù di Nazaret profezia del Padre, Paoline, 2000, pp.277
- Rino Fisichella, La via della verità. Il mistero dell'uomo nel mistero di Cristo, Paoline, 2003, pp.215
- Rino Fisichella, La fede come risposta di senso. Abbandonarsi al mistero, Paoline, 2005, pp.184
- Rino Fisichella, Dio è amore. Commento teologico-pastorale a Deus Caritas Est, Lateran University Press, 2006, pp.128
- Rino Fisichella-Ferdinando Adornato, Fede e libertà. Dialoghi sullo spirito del tempo, Liberal, 2007, pp.215
- Rino Fisichella, Nel mondo da credenti. Le ragioni dei cattolici nel dibattito politico italiano, Arnoldo Mondadori Editore, 2007, pg. 122
- Rino Fisichella, Il sentiero per Emmaus. Commento teologico-pastorale alla Sacramentum Caritatis, Lateran University Press, 2007, pp.112
- Rino Fisichella, Solo l'amore è credibile. Una rilettura dell'opera di Hans Urs Von Balthasar, Lateran University Press, 2007, pp. 298
- Rino Fisichella, Identità dissolta. Il cristianesimo, lingua madre dell'Europa, Arnoldo Mondadori Editore, 2009, pp.137
- Rino Fisichella, Chiamati ad essere uomini liberi. Conversando con i preti oggi, Effatà Editrice, 2009, pp.176
- Rino Fisichella, La nuova evangelizzazione. Una sfida per uscire dall'indifferenza, Arnoldo Mondadori Editore, 2011, pp. 144
- Rino Fisichella, Yo llevo tu nombre en mí. La teología de Juan Pablo II, Editorial San Pablo, 2021, pp. 360
- Rino Fisichella, Juan Pablo I. La sencillez, estilo de vida, Editorial San Pablo, 2022, pp. 328
- Rino Fisichella, Lo que el mundo necesita. Puntos firmes de Benedicto XVI, Editorial San Pablo, 2023, pp. 336
- Rino Fisichella, El árbol de la ciencia. Dios y/o Galileo, Editorial San Pablo, 2024, pp. 288